# Eduardo Benítez
Eduardo Benítez, detto Cachorro (... – 16 settembre 2018), è stato un cestista argentino.

## Carriera
Con l'Argentina ha disputato i Giochi panamericani di Cali 1971 e quattro edizioni dei Campionati sudamericani.